# 1632 w literaturze
Wydarzenia literackie w 1632 roku.

## Nowe książki
- polskie
- zagraniczne

## Zmarli
- Thomas Dekker, angielski dramaturg